# Alexandre Frese
Alexandre Alexandrovitch Frese, né le 17 juin 1840, vraisemblablement à Nertchinsk et mort le 5 novembre 1918 à Pétrograd, est un général d'infanterie russe qui s'illustra pendant la guerre russo-turque de 1877-1878. Il était membre du conseil d'État de l'Empire.

## Famille
Alexandre Frese est issu d'une famille allemande de la Baltique inscrite dans les registres de la noblesse du gouvernement de Livonie. Ses ancêtres venaient de Lübeck et se sont installés en Livonie au XVIIe siècle. Son père Alexandre (1804-1872) s'est converti du luthéranisme à l'orthodoxie en épousant Catherine Stépanovna Tatarinova (1820-1896). Il était général du génie et commandant du district de l'Altaï (1864-1871) et a inscrit sa famille dans les registres de la noblesse du gouvernement de Kazan en 1868.
Alexandre Alexandrovitch Frese est l'aîné de cinq sœurs et de deux frères, dont Piotr (1844-1914), premier constructeur automobile russe.

## Biographie

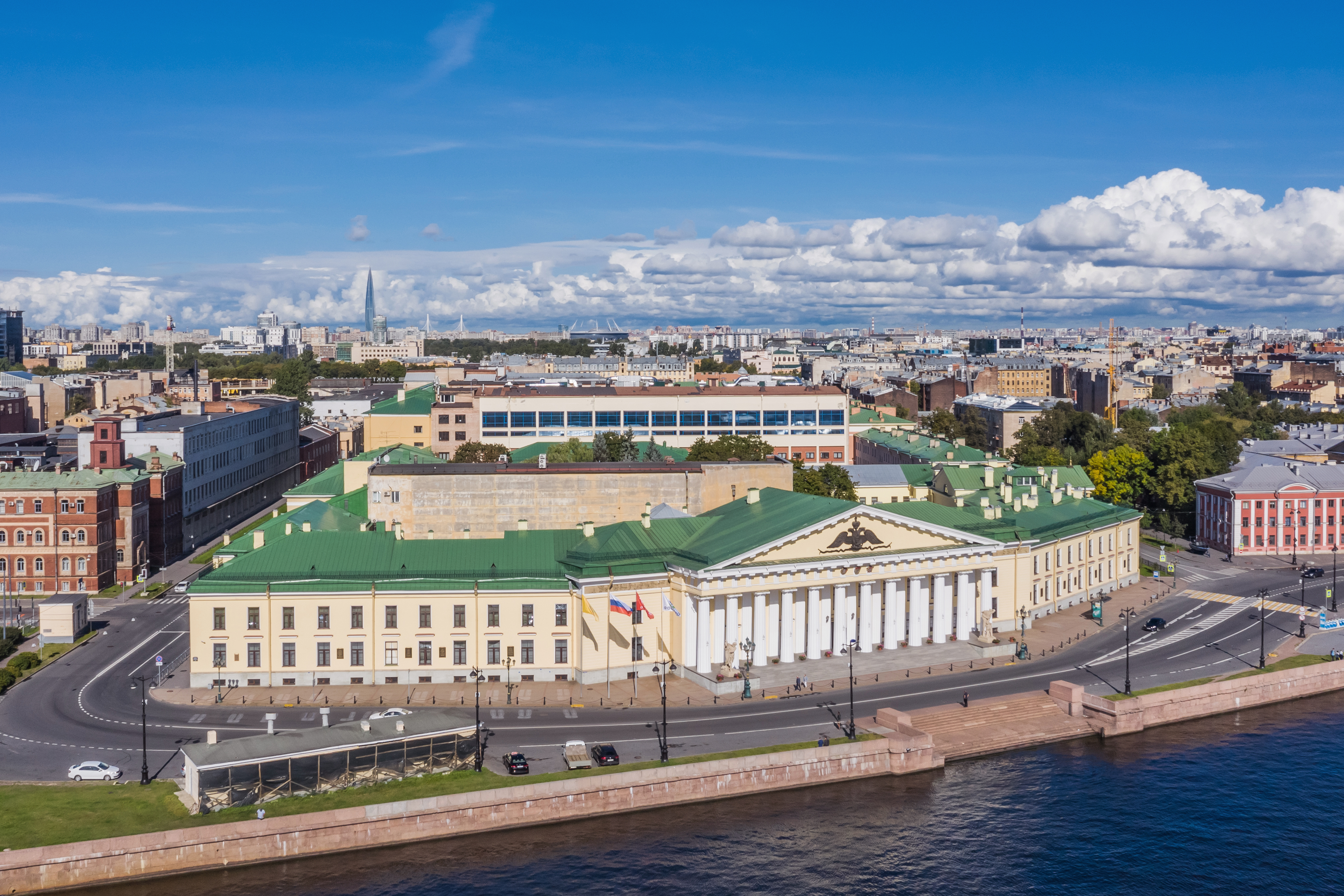
Vue de l'école du Génie militaire de Saint-Pétersbourg

### Début de carrière
Alexandre Frese poursuit ses études à l'école du Génie de Saint-Pétersbourg et en sort avec le grade de lieutenant en 1860. Il est intégré en juin 1860 au corps des ingénieurs militaires de Sa Majesté. Il est ensuite, jusqu'au 3 mai 1865, chargé de travaux civils dans le district des monts Altaï. Il est au début dans le sud du district et il est nommé commissaire-ingénieur en 1861 des usines de Loktev. D'avril à novembre 1862, il participe à une expédition de chercheurs d'or, et explore les affluents des rivières Bels et Terens.
En 1864-1865, Frese fait partie des unités qui combattent dans le Turkestan contre le khanat de Kokand. Il participe de janvier à octobre 1864 des à des missions d'exploration qui remontent les rivières de Tchou et du Syr-Daria, sous le commandement du fameux colonel Tchernaïev et qui font des relevés topographiques. Le lieutenant Frese est chargé dans le détachement d'Abramov de trouver des gisements fossiles. Il trouve des couches de sel calcaire dans les environs de Bichkek et fait des recherches dans les montagnes Karataou. Il découvre avec Severtsov des mines de plomb abandonnées et des gisements de houille, tout en procédant à des relevés topographiques. Son premier combat a lieu les 3 et 4 juin 1864, pendant une mission de reconnaissance, puis à la prise du fortin d'Aoulié-Ata. Son unité arrive ensuite à Chimkent le 22 juin suivant. Il est nommé capitaine en second (chtabkapitan en russe, venant de l'allemand Stabskapitän), le 18 juillet 1865. Fin novembre 1865, il part accompagner des chercheurs d'or de Barnaoul pour Saint-Pétersbourg, où il arrive un mois plus tard.

### 1865 - 1891

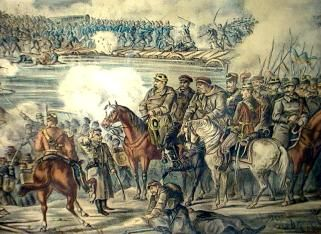
Siège de Plevna

Frese est versé le 3 mai 1866 dans l'active en tant que capitaine du 87e régiment d'infanterie de Nyslott (Neuschlot en russe) et commande une compagnie. Il est inscrit à l'académie de l'état-major-général, le 1er novembre 1868 et nommé major en mars 1871. En août de l'année suivante, il est élevé au grade de capitaine d'état-major et sert à la 1re division de la cavalerie de la Garde, dans le corps d'armée de la Garde. Il est ensuite secrétaire d'état-major du district militaire de Saint-Pétersbourg et devient lieutenant-colonel en 1875. Frese est sur le terrain à partir de novembre 1877. Il traverse le Danube avec son unité, le 16 mai 1877, pour prendre part à la campagne contre les Ottomans et défendre les populations chrétiennes. Il est sous les ordres du lieutenant-général Gourko dans une brigade de dragons et combat le 25 juin 1877 à la prise de Tyrnovo et nommé aussitôt après colonel. Il participe ensuite à plusieurs batailles, dont celles de Kazanlyk et d'Esti-Zagra, puis il combat sous les ordres du prince Carol, à partir de septembre 1877, dans les troupes qui font le siège de Plevna contre les fameux bachi-bouzouks d'Osman Pacha.
Frese est décoré pour ses faits d'armes de l'ordre de Saint-Georges de 4e classe et de l'ordre de Saint-Vladimir de 3e classe avec épées.
En 1878, il reste, après le traité d'Andrinople, au quartier général de la ville, puis il suit le quartier général à San Stefano, pendant les négociations diplomatiques. Les troupes russes sont dirigées par la suite à Odessa et le colonel Frese se rend après à Saint-Pétersbourg.
Il est nommé major-général le 3 décembre 1878 et sert au haut-commandement-général. Il est à l'état-major des forces d'active de la garde impériale et commande au district militaire de la capitale. Il commande le régiment Sémionovsky pendant l'été 1880 et ensuite il est nommé chef du régiment des chasseurs de la garde, qu'il dirige, jusqu'en mai 1887, à la suite de quoi il est chef de l'état-major du 2e corps d'armée du Caucase et muté à l'état-major-général.

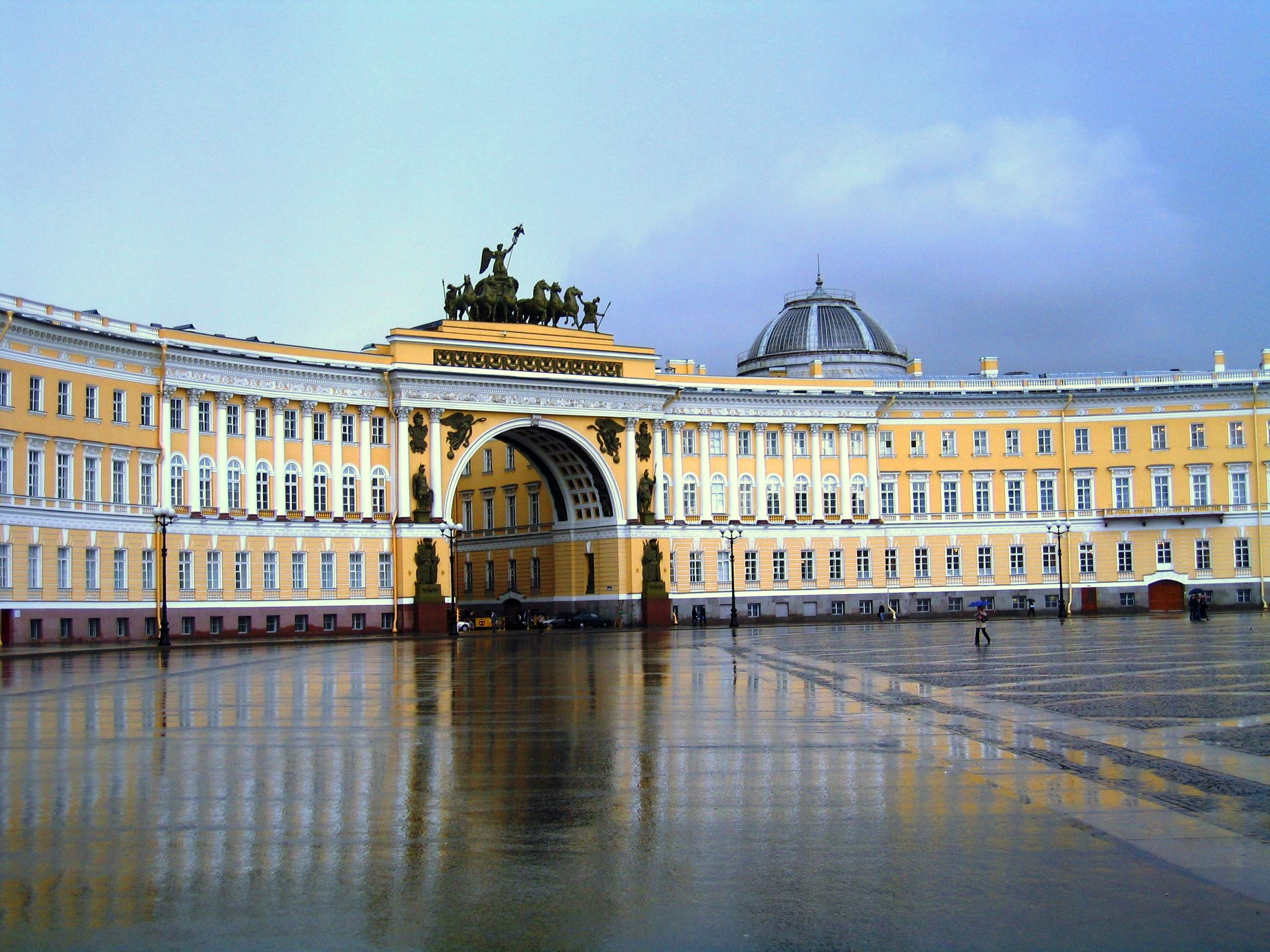
Bâtiment de l'état-major-général à Saint-Pétersbourg

### De 1891 à 1917
Alexandre Frese devient gouverneur d'Erevan, le 2 février 1891, fonction qu'il occupe, jusqu'au 16 novembre 1895. Il est nommé lieutenant-général en août 1894. Du 16 novembre 1895 au 24 mai 1896 il est gouverneur de Wilna et entre ensuite au cabinet du ministère de l'Intérieur. Il est chargé de l'inspection du corps spécial de gendarmerie.
Du 4 février 1897 au 12 octobre 1904, le général Frese est chef-adjoint des Affaires civiles du Caucase et commande les forces armées du district militaire du Caucase et nommé ataman des cosaques du Caucase.
Le 6 août 1903, Alexandre Alexandrovitch Frese est élevé au rang de général d'infanterie. Il est du 12 octobre 1904 au 19 décembre 1905 gouverneur-général de Wilna, Kowno et Grodno et commande les forces armées du district militaire de Wilna. Il est nommé ensuite membre du Conseil d'État et fait partie par exemple de la commission chargée de la proposition de loi sur l'état sanitaire et la surveillance en montagne des villes d'eau (décembre 1912). Il siège parmi les conservateurs. C'est un membre actif après la réorganisation du Conseil en 1906.
Lorsque la guerre de 1914-1918 éclate, le général se trouve en villégiature en Allemagne. Il est aussitôt fait prisonnier et passe un mois à la prison de Moabit, puis en résidence surveillée. Il reçoit l'autorisation de rentrer en Russie en janvier 1915 et arrive à Pétrograd le 4 février 1915.
La révolution de février le dégage de ses responsabilités et il est démissionné le 25 octobre 1917. Son sort est inconnu après mars 1918.
Le général faisait partie de plusieurs sociétés géographiques, dont la Société géographique impériale (pour la section du Caucase), la société archéologique de Moscou (à partir de 1902).

## Sources
- (ru) Cet article est partiellement ou en totalité issu de l’article de Wikipédia en russe intitulé « Фрезе, Александр Александрович » (voir la liste des auteurs).